# إدوارد وليم لاين
إدورد وليم لاين (بالإنجليزية: Edward William Lane) (1216-1293هـ/1801-1876م) هو مستشرق إنجليزي، اشتهر خصوصاً بمعجمه الكبير للغة العربية. أقام مدة طويلة بالقاهرة.

## سيرته
إدوارد لين هو ابن الدكتور ثيوفيلوس لين، كاهن هيرفورد، وولد في 17 سبتمبر 1801. وتعلم في باث ومدارس هيرفورد الثانوية، حيث أظهر موهبة في الرياضيات، وعزم على الانطلاق نحو جامعة كامبريدج والكنيسة، لكنه هجر هذا المسعى، ودرس فن النقش لفترة من الوقت. ولكن تدهور صحته أرغمه على ترك فن النقش جانبا، وفي عام 1825 انطلق إلى مصر حيث أمضى ثلاث سنوات، وجاب مجرى النيل مرتين، واستمر حتى الشلال الثاني، ونظم وصفا كاملا لمصر، مع حقيبة من أكثر مائة رسم. لم ينشر هذا العمل، لكن سجلات المصريين الحديثين، التي شكلت جزءا من هذا العمل، نشرت كمنشور منفصل في جمعية نشر المعرفة المفيدة. ولإكمال هذا العمل قام لاين بزيارة ثانية لمصر بين عامي في 1833-1835، واستقر بشكل رئيسي في القاهرة، لكنه ذهب إلى الأقصر خلال طاعون العام 1835. استقر لين في حي المسلمين، وعاش كعالم مصري تحت اسم منصور أفندي. وكان محظوظا في اختياره للوقت الذي كتب فيه عمله، إذ لم تكن القاهرة قد أصبحت مدينة حديثة بعد، وبهذا كان قادرا على وصف سمات الحياة العربية التي لم تعد موجودة هناك.

## أعماله
ظهر كتاب المصريون الحديثون في عام 1836 وأكمله بالملاحظات الإضافية التي جمعها خلال هذه السنوات، واحتل الكتاب على الفور مكانه كأفضل وصف تمت كتابته عن حياة الشرق والبلاد الشرقية. وتلاه من عام 1838 إلى 1840 ترجمة لكتاب ألف ليلة وليلة، بالملاحظات والإيضاحات، وصممه ليجعل الكتاب كموسوعة عن العادات الشرقية. والترجمة بنفسها برهان على سعة ثقافته، ولكن يغلب عليها التكلف الشديد، والتي لم تكن ملائمة في كل أجزاء العمل الأصلي المتميز بتعدد ألوانه. قام لين أيضا بترك أجزاء كبيرة من العمل في المجموعة العربية بلا ترجمة، وذلك بسبب أسلوب بعض الحكايات والتكرار لنفس الموضوع. وزادت من أهمية ترجمته ملاحظاته الشاملة عن الحياة والعادات الإسلامية. وفي عام 1840 تزوج لين سيدة يونانية. ونشر مجلدا مفيدا يدعى مختارات من القرآن ونشر في عام 1843، لكن لين عاد مجددا إلى مصر قبل أن يمر كتابه هذا عبر المطابع، حيث أمضى سبع سنوات (1842-1849) يجمع موادا لمعجم عربي ضخم، وتمكن من إتمامه بفضل سخاء اللورد برودهو (بعد ذلك دوق نورثمبرلاند).
من بين أهم المواد التي حشدها أثناء هذه الزيارة (وصاحبته فيها زوجته وكذلك أخته، السيدة بول، مؤلفة كتاب المرأة الإنجليزية في مصر، مع ابنيها، اللذان اشتهرا بعد ذلك في الرسائل الشرقية) كانت نسخة من المعجم الكبير تاج العروس، للشيخ مرتضى الزبيدي، وطبع في 24 صفحة ربعية سميكة، ومع أن المعجم نفسه كان تجميعا للكلمات، فقد كان شاملا ومضبوطا لدرجة أنه شكل القاعدة الرئيسية لعمل لين اللاحق. استعمل المؤلف أكثر من مائة مصدر، ومزج ما تعلمه منها مع قاموس الفيروزابادي. وكان الجزء الأكبر من التعليقات على الكتاب مشتقا من لسان العرب لمحمد بن مكرم بن منظور، وهو عمل يعود للقرن الثالث عشر، والذي أمكن للين أن يستفيد منه وهو في القاهرة.

## سنواته الأخيرة
عاد لاين إلى إنجلترا في 1849، وكرس السنوات السبع والعشرين الباقية من حياته لاستيعاب وترجمة المصادر العربية على شكل قاموس معاني عظيم عن المعرفة المعجمية للعرب. بالرغم من تدهور صحته فقد استمر في مهمته الصعبة بيقظة لا تكل حتى قبل أيام قليلة من مماته في ورذينج في 10 أغسطس 1876 عن 74 عاما. نشر خمسة أجزاء أثناء حياته (1863-1874)، وثلاثة أجزاء أخيرة حررت بعد ذلك من مذكراته من قبل ابن أخته ستانلي لين بول. ويظل معجمه نصبا بارزا حتى بالرغم من نقصانه. وهناك مقالتان، أحدهما عن القواميس العربية والأخرى عن اللفظ العربي، ساهم بهما في مجلة الجمعية الشرقية الألمانية، ونشرت لاحقا في سجل منشورات لاين. واعترفت العديد من الجمعيات الأوروبية العلمية بأبحاثه. وكان عضوا في الجمعية الشرقية الألمانية، ومراسلا لمعهد فرنسا وغيرها. وفي عام 1853 هو منح راتبا تقاعديا صغيرا، والذي ظلت أرملته تتلقاه بعد موته.
لم يكن لين مفكرا أصليا؛ ولكنه اعتمد على الملاحظة والمثابرة والحكم السليم.
وضعت مذكراته، من قبل حفيد أخيه، ستانلي لاين بول، في مقدمة الجزء السادس من المعجم. ونشرت منفصلة في عام 1877.

## وصلات خارجية
- Edward William Lane, An Arabic-English Lexicon, ا